# عزة زعرور
عزة زعرور (26 فبراير 1989 -)، مقدمة برامج تلفزيونية وصانعة محتوى على يوتيوب ومغنية وممثلة فلسطينية. كانت تعمل في قناة إم بي سي 3، حيث قدمت عدة برامج موجّهة للأطفال واليافعين أبرزها بنات وبس، وبرنامج فكرها صح وبرنامج خطوات ناعمة.

## حياتها
ولدت عزة عمر زعرور في 26 فبراير 1989 في جنين، فلسطين واكتشفت أسرتها حبها الشديد للفن والغناء منذ طفولتها المبكرة، حيث شاركت خلال المراحل الدراسية المختلفة في العديد من الأنشطة الفنية والمسرحية، وقامت بتسجيل بعض الأغاني، لم تقتصر مشاركاتها الفنية على الأنشطة المدرسية، بل أصبحت من أشهر الأسماء الفنية في فلسطين بعد المشاركة وهي في العاشرة من عمرها في العديد من المهرجانات المحلية والعالمية، ومن ذلك مهرجانات أقيمت في مصر والإمارات وتونس وفرنسا، بدأت مشوارها الإعلامي في الثالثة عشرة من عمرها، حيث قدّمت العديد من برامج الأطفال على قنوات مختلفة، وشاركت بالتمثيل في أحد الأفلام، وساهمت مع بعض الشباب في إعداد وإنتاج عدد من الأفلام القصيرة، التحقت بالمجلس البلدي للأطفال في مدينة جنين، وساعدت الكثير من الأطفال في حل مشاكلهم وتحقيق أحلامهم، كما شاركت في العديد من الفعاليات المطالبة بحقوق الطفل.

## مسيرتها

### 2008-2017: الدخول في مجال الإعلام والشهرة في إم بي سي والبداية في الموسيقى
في عام 2008 بدأت عزة بالعمل في قناة إم بي سي 3، شاركت خلالها في برنامج تسالي أحلى عالم، وبرنامج العودة إلى المدارس، وقامت بتغطية مهرجان أبوظبي في أرض المعارض. وفي عام 2009 بدأت عزة بتقديم برنامج «بنات وبس» الموجه إلى الفتيات الصغيرات ويتناول البرنامج مواضيع مختلفة ومسلية ومفيدة ويعد من أكثر البرامج نجاحاً وتم عمل سبعة مواسم له. آخر موسم عرض في عام 2016، وذكرت عزة أن برنامج «بنات وبس» يعد من أهم أحداث حياتها وتعتز بدورها في تثقيف الطفل العربي.
في عام 2011 بدأت عزة بتقديم برنامج «هل تعلم» مع دانية شافعي وحسن الملا، وفي عام 2012 قدمت برنامجاً حوارياً بعنوان «يلا نحكي»، وهو برنامج يسمح للأطفال بالتعبير عن أنفسهم وطرح مشاكلهم ومناقشتها مع خبراء مختصين.
وفي عام 2013 قدمت برنامج «خطوات ناعمة» المخصص للأهل، وللأمهات تحديداً، لتناقش أموراً تتعلق بتربية الأبناء. وفي نهاية عام 2013 قدمت برنامج «تليسكوب» مع أصالة كامل.
في عام 2014 أصدرت عزة أغنية «أجمل أصدقاء» وعرضت الأغنية على قناة إم بي سي 3.
في 15 فبراير 2015 قدمت عزة برنامج المسابقات «فكرها صح» الذي يشارك به الطفل مع أهله للأجابة عن عدة أسئلة، وكسب الجائزة التي تصل قيمتها إلى 50 ريال سعودي، البرنامج كان ناجحاً وتم عمل ثلاثة مواسم له، آخر موسم له عرض في عام 2017.
في عام 2015 بدأت عزة بتحميل عدة فيديوهات على اليويتوب وهي تغني أغاني قديمة بأسلوبها الخاص لعدة فنانين مثل عبادي الجوهر وأبو بكر سالم وفيروز وصابر الرباعي والهادي الجويني وناظم الغزالي وكاظم الساهر ومحمد عبد الوهاب وطلال مداح وماجدة الرومي وعبد المجيد عبد الله وعبد الرب إدريس.
وفي نهاية 2015 قدمت عزة برنامج «روح المغامرة» الذي قامت بالسفر به إلى سريلانكا وتجربة عدة أشياء منها التجول في الغابات والصيد والتزلج على المياه.
في 21 مارس 2016 أصدرت عزة أغنية «أمي» بمناسبة عيد الأم.
في نهاية 2016 بدأت عزة بتقديم برنامج «بيوتي تيبس» وهو برنامج قصير تقدم فيه عزة نصائح تجميلية للفتيات.

### 2018- الحاضر: ترك الإعلام والتركيز في اليوتيوب والموسيقى والتمثيل
في 25 فبراير 2018 وبعد 10 سنوات من العمل في قناة إم بي سي 3، قررت عزة ترك عملها لتركز على الموسيقى والتمثيل وصناعة المحتوى في يويتوب، وأستطاعت خلال سنتين أن تجمع أكثر من مليون مشترك بمحتواها المختلف من الفلوكات والسفر والموسيقى والموضة والمكياج، وفي عام 2019 ربحت عزة بالدرع الفضي والدرع الذهبي وكذلك ربحت بالدرع الموسيقي لمشاركتها في حفل إفتتاح يويتوب موسيقى.
في يونيو 2019 أصبحت عزة الوجه الأعلاني لماركة نيفيا وصورت إعلان لغسول نيفيا ميسيلار.
في 13 سبتمبر 2019 أطلقت عزة فيديو كليب أغنية «بيلا تشاو»، على قناتها الرسمية في يوتيوب، وهي الأغنية الشهيرة للمسلسل الإسباني لا كاسا دي بابيل، حيث استوحت فكرة الكليب من المسلسل ذاته، مُضفية أجواءاً من التشويق والإثارة على أحداثه. وحصد كليب «بيلا تشاو» أكثر من مليون مشاهدة عقب أيام قليلة من طرحه على يوتيوب، وقد قامت عزة بعزف العود في الكليب إلى جانب قيامها بالغناء.
في 16 مارس 2020 تعاونت شركة لعبة ببجي مع عزة على الموسيقى العربية للعبة بمناسبة الذكرى السنوية الثانية لتأسيس اللعبة، وأضفت عزة لمسة شرقية عربية على الموسيقى، بإضافة ألحان العود والدف وآهات التواشيح الشرقية المعروفة، ونشرت فيديو كليب الموسيقى على يويتوب وحصل الفيديو على أكثر من 900 ألف مشاهدة.
في 22 مارس 2020 أصدرت أغنية «عندي حلم» بالتعاون مع شركة لابيلو التجميلية.
درست عزة التمثيل لمدة عام كامل وذلك للتجهز لدخول هذا العالم، وفي 2020 أعلنت عن مسلسلها الأول بأسم «النفس الأخير» ومثلت فيه دور «سما»، المسلسل عرض في 1 نوفمبر 2020 على الإنستغرام من إخراج إيلي الخولي، وشارة المسلسل من غناء وألحان وكلمات عزة وتوزيع داوود إبراهيم.
في 23 يوليو 2021 أصدرت عزة أغنية منفردة بعنوان «روح روح» من كلماتها وتلحينها وتوزيع حسام كامل، الفيديو كليب للأغنية حصد أكثر من مليون مشاهدة على يوتيوب وكان من إخراج مروان أسعد.

## حياتها الشخصية
عزّة هي البكر في عائلتها، لديها أخ واحد إسمه «راشد» وهو أخصائي بصريات وموسيقي وأخت واحدة إسمها «زينة».
في 3 سبتمبر 2012 تزوجت من عازف العود العراقي «أحمد شمه» إلى ان إنفصلا في عام 2019. أعلنت خطوبتها في 17 نوفمبر 2019 من مصمم الغرافيك السوري «نور ياسين». وكان زواجها يوم الثلاثاء الموافق 10 مارس 2020.
في 17 أغسطس 2021 حصلت عزة على الإقامة الذهبية في دولة الإمارات العربية المتحدة.

## الأعمال الخيرية
في 10 فبراير 2014 زارت عزة زعرور ومهند بخيت روضة الأمل للصم ومدرسة الوفاء لتنمية القدرات في مدينة الشارقة وشاركوا بعضاً من دروسهم وأنشطتهم بفعالية وإيجابية رائعتين أدخلتا السعادة والسرور إلى نفوس الطلبة من ذوي الإعاقة.
في أكتوبر 2016 شاركت عزة في مبادرة «أكتوبر زهر» لمحاربة سرطان الثدي وأصبحت عريفة الحفل الختامي في مستشفى الشفاء في جنين بالتعاون مع مؤسسة مريم لمكافحة مرض السرطان.
في 22 يناير 2018 أصبحت عزة عريفة حفل إم بي سي الأمل السنوي الخيري.

## ديسكوغرافيا

### الأغاني المنفردة
| السنة | اسم الأغنية   | كلمات       | ألحان      | توزيع موسيقي |
| ----- | ------------- | ----------- | ---------- | ------------ |
| 2014  | "أجمل أصدقاء" | هازار إبداح | أحمد حميد  | سادات إزن    |
| 2016  | "أمي"         | وليد حسنيه  | حافظ العشي | —            |
| 2020  | "عندي حلم"    | سمر العزة   | أحمد شمه   | —            |
| 2021  | "روح روح"     | عزة زعرور   | عزة زعرور  | حسام كامل    |

### أغاني المسلسلات والأفلام
| السنة | اسم الأغنية | المسلسل أو الفيلم | ألحان     | كلمات     | توزيع         |
| ----- | ----------- | ----------------- | --------- | --------- | ------------- |
| 2020  | "شو بني؟"   | النفس الأخير      | عزة زعرور | عزة زعرور | داوود إبراهيم |

## فيلموغرافيا

### المسلسلات
| السنة | اسم المسلسل  | الدور |
| ----- | ------------ | ----- |
| 2020  | النفس الأخير | سما   |

## الجوائز والترشيحات
| السنة | الجائزة                     | الفئة                  | النتيجة | مراجع  |
| ----- | --------------------------- | ---------------------- | ------- | ------ |
| 2013  | جوائز تصويت مجلة سيدتي      | أفضل مقدمة برامج أطفال | رُشِّح     | [ 24 ] |
| 2021  | جائزة اختيار أطفال نكلوديون | النجم العربي المفضل    | رُشِّح     | [ 25 ] |

## وصلات خارجية
- عزة زعرور على موقع IMDb (الإنجليزية)